# Av. 68 - Carrera 53 (estación)
La estación sencilla Carrera 53 hará parte del sistema de transporte masivo de Bogotá, TransMilenio, inaugurado en el año 2000.

## Ubicación
La estación está ubicada específicamente sobre la Calle 100 entre carreras 50 y 53.
Atenderá la demanda de los barrios La Castellana, Pasadena y sus alrededores. En las cercanías se encuentra el centro comercial Iserra 100.

## Origen del nombre
La estación no cuenta aún con un nombre oficial, sin embargo, provisionalmente y durante la etapa de construcción se le asigna un nombre provisional relacionado con la nomenclatura de las vías más cercanas o que servirán de acceso a la misma. Previo a la puesta en funcionamiento de la troncal, se realizó un proceso de selección del nombre con la comunidad para generar apropiación del sistema.

## Historia
En noviembre de 2018 se anunció el convenio de financiación entre el Gobierno Nacional y el Distrito que asegura los recursos para la construcción de las troncales de la avenida Ciudad de Cali y la avenida Congreso Eucarístico. En octubre de 2019 se inició el proceso de licitación para diseñar y construir esta troncal, y finalmente, el 23 de enero de 2020 se adjudicó la construcción de esta troncal. El acta de inicio fue firmada a finales de junio del mismo año.

## Servicios de la estación

### Esquema
| ← Occidente     |               |               |                 |
| Carrera 53      | sin servicios | sin servicios | Carrera 50      |
| En construcción | Vagón 2       | Vagón 1       | En construcción |
| Carrera 53      | sin servicios | sin servicios | Carrera 50      |
| Oriente →       |               |               |                 |

### Servicios urbanos
Así mismo funcionan las siguientes rutas urbanas del SITP en los costados externos a la estación, circulando por los carriles de tráfico mixto sobre la Calle 100, con posibilidad de trasbordo usando la tarjeta TuLlave:
| Código | Sector              | Dirección       | Rutas                                    |
| ------ | ------------------- | --------------- | ---------------------------------------- |
| 093A02 | C Br. Estoril       | AC 100 - KR 47A | D237C151K326 193B 402 442                |
| 093B02 | C Br. Estoril       | AC 100 - KR 47A | A503H606H610H611 661                     |
| 093C02 | C Br. Estoril       | AC 100 - KR 47A | F404K904K916 291 634 T62 Z4B Z8          |
| 211A00 | C Br. La Castellana | AC 100 - KR 45  | A606B237B326 193B Z4B                    |
| 211B00 | C Br. La Castellana | AC 100 - KR 45  | A151A611C404 402 442 634 661 T62 T795 Z8 |
| 211C00 | C Br. La Castellana | AC 100 - KR 45  | A305A610B904B916 291                     |

## Ubicación geográfica
| Noroeste: C Puente Largo   | Norte: Suba         | Nordeste: B Calle 106               |
| Oeste: N Av. Suba          |                     | Este: N Carrera 19                  |
| Suroeste: C Suba Calle 100 | Sur: Barrios Unidos | Sureste: B Calle 100 - Marketmedios |